# NGC 790
NGC 790 (другие обозначения — MCG −1-6-26, PGC 7677) — линзообразная галактика (S0) в созвездии Кита. Открыта Уильямом Гершелем в 1785 году. Описание Дрейера: «довольно тусклый, довольно маленький объект круглой формы, более яркий в середине».
Этот объект входит в число перечисленных в оригинальной редакции «Нового общего каталога».
Морфологический тип по Вокулёру: SA(r)00?. При наблюдениях в любительский телескоп галактика видна как визуально, так и фотографически примерно одинаково. Через телескоп она выглядит несколько тусклой и довольно маленькой; оболочка округлая и достаточно сконцентрированная, с маленьким ярким ядром, погружённым в хорошо очерченный диск. Радиальная скорость: 5360 км/с. Расстояние: 239 млн световых лет. Диаметр: 91 тыс. световых лет.